# Goffredo da Alatri
Goffredo da Alatri  (né  à  Alatri dans le Latium, Italie, et mort à Rome avant le 3  avril 1287) est un cardinal italien du XIIIe siècle. 

## Biographie
Goffredo da Alatri est chanoine au chapitre d'Alatri.
Le pape Urbain IV le crée cardinal lors du consistoire du 17 décembre 1261.  
Le cardinal da Alatri participe pas à l'élection papale de 1264-1265, lors de laquelle Clément IV est élu et à  l'élection de 1268-1271 (élection de Grégoire X). Il participe au premier conclave de  1276, lors duquel Innocent V est élu, au deuxième  conclave de 1276 (élection d' Adrien V, aux troisième (élection de Jean XXI), au conclave de  1277 (élection de Nicolas III), 1280-1281 (élection de Martin IV) et de 1285 (élection d'Honoré IV), où il couronne le nouveau pape. Il est podestà d'Alatri en 1286-1287.